# Rogačić
Rogačić falu Horvátországban, Split-Dalmácia megyében, Vis szigetén. Közigazgatásilag Vishez tartozik.

## Fekvése
Splittől légvonalban 52 km-re délnyugatra, Vis városától légvonalban 1,5, közúton 3 km-re északra, Vis szigetének északi partján az azonos nevű öbölben fekszik. 

## Története
A település 1991-től önálló, addig Vis város részét képette. 1991-től a független Horvátország része, de 1992-ig a JNA katonái állomásoztak a szigeten, akiknek több objektumuk is volt a település közelében. A jugoszláv katonák csak 1992 május 30-án hagyták el végleg a szigetet, helyükre horvát csapatok érkeztek. 2011-ben 12 lakosa volt, akik főként a turizmusból éltek.

## Népesség
| Lakosság változása | Lakosság változása | Lakosság változása | Lakosság változása | Lakosság változása | Lakosság változása | Lakosság változása | Lakosság változása | Lakosság változása | Lakosság változása | Lakosság változása | Lakosság változása | Lakosság változása | Lakosság változása | Lakosság változása | Lakosság változása |
| ------------------ | ------------------ | ------------------ | ------------------ | ------------------ | ------------------ | ------------------ | ------------------ | ------------------ | ------------------ | ------------------ | ------------------ | ------------------ | ------------------ | ------------------ | ------------------ |
| 1857               | 1869               | 1880               | 1890               | 1900               | 1910               | 1921               | 1931               | 1948               | 1953               | 1961               | 1971               | 1981               | 1991               | 2001               | 2011               |
| 0                  | 0                  | 0                  | 0                  | 0                  | 0                  | 0                  | 0                  | 0                  | 0                  | 0                  | 0                  | 0                  | 0                  | 8                  | 12                 |

(1991-ig lakosságát Vishez számították.)

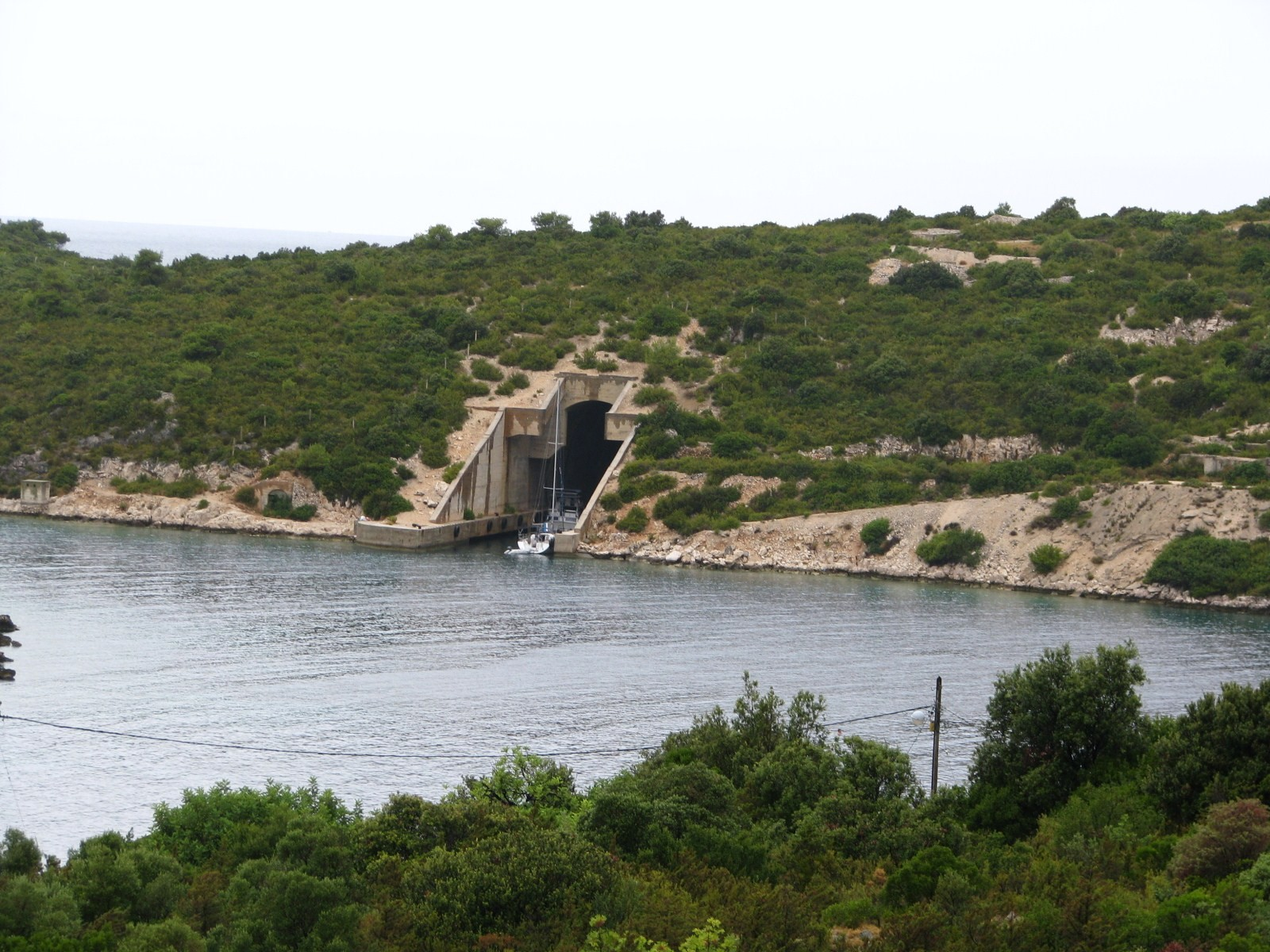
Haditengerészeti bunker a Parja-öbölben.

## Nevezetességei
A Parja-öbölben a JNA elhagyott katonai, haditengerészeti objektumai találhatók.